# Hidaka
Hidaka (日高市?, Hidaka-shi) è una città giapponese della prefettura di Saitama.